# 在俗会
在俗会（ざいぞくかい、ラテン語: instituta saecularia, 単数形 institutum saeculare）は、カトリック教会の奉献生活の会のひとつ。在俗会の会員は修道会のように公的な修道誓願を立てることはなく、共同生活をいとなむ義務もないが、世俗にありながら貞潔・清貧・従順の福音的勧告を遵守し、会固有の在俗生活のしかたにもとづいて生活する。

## 歴史
在俗会が教会によって公式に認められたのは第二次世界大戦後だが、その起源はイタリアのアンジェラ・メリチが1535年に設立したウルスラ会にさかのぼる。ウルスラ会は女性信者の会で、当初は会員は家庭にとどまり、修道服を着ることもなかった。またイギリスでメアリー・ウォードによって1609年によってはじめられたメアリー・ウォード会も当初は同様の性格をもつ女性信者の会だった。中世後期以降、女性たちは修道院にはいることが難しかった。
1917年の教会法典では、修道者聖省の管轄が盛式修道会、単式修道会、および修道誓願なくして共同生活を送る会の3つにまとめられ、それに対して在俗会にあたる共同生活を送らない会は公会議聖省の管轄とされ、信心会(confraternitas)の一種とされた。
1947年のピウス12世の在俗会憲章によってはじめて在俗会が教会法によって認知された。翌1948年には在俗会のもつ在俗性が大いに評価された。
1984年段階で139の在俗会があるが、その大部分は女性信徒のための会である。